# 加地学
加地 学（かち まなぶ、1967年 - ）は、陶芸家。

## 経歴
北海道に生まれる。高等学校卒業後、4年間の会社勤めのあと、1991年、インドに旅行し手作りによる仕事に関心をもつ。1995年、森岡成好に師事。2001年、北海道留寿都村に築窯。
北海道の原土を使用し、薪窯、石炭窯、灯油窯によって作陶を行っている。薪窯による南蛮焼を中心に制作しているが、薪窯が雪に閉ざされる冬は粉引などを制作する。土を焼くという原点の大切さを忘れないプリミティブな強さが特色である。
北海道のほか、首都圏や関西で個展やグループ展を開催。暮らしの中で食を楽しむための器づくりを志向し、2012年、ギャラリー「うつわノート」（埼玉県川越市）での個展では、フードユニット「つむぎや」（金子健一とマツーラユタカのユニット）とのコラボレーションによる食事会を実施。また、2014年、湾岸協力理事会（GCC）の駐日大使が北海道来訪時に、作品が北海道知事より参加大使に贈られた。